# Sylhet (divisie)
Sylhet is een divisie (bibhag) van Bangladesh.

## Bestuurlijke indeling
Sylhet is onderverdeeld in 4 zila (districten), 35 upazila/thana (subdistricten), 323 unions, 10185 dorpen en 14 gemeenten.

### Districten
De divisie is onderverdeeld in districten (zila):
- Habiganj, Maulvi Bazar, Sunamganj en Sylhet.